# KNVB-Pokal 1957/58
Der KNVB-Pokal 1957/58 war die 41. Auflage des niederländischen Fußball-Pokalwettbewerbs. Pokalsieger wurde Sparta Rotterdam. Das Team setzte sich im Finale gegen RKSV Volendam durch.

## Modus
Alle Begegnungen wurden in einem Spiel ausgetragen. Bis einschließlich der dritten Runde war bei unentschiedenem Ausgang die auswärts spielende Mannschaft für die nächste Runde qualifiziert. Ab der vierten Runde wurde bei einem Unentschieden das Spiel auf des Gegners Platz wiederholt.

## Vorrunde
| Datum      |                 | Ergebnis |                     |
| ---------- | --------------- | -------- | ------------------- |
| 01.09.1957 | HVV Helmond     | 0:2      | HVV 't Gooi         |
| 01.09.1957 | FC Hilversum    | 2:2      | Dordrechtsche FC    |
| 01.09.1957 | HVC Amersfoort  | 5:1      | Heracles Almelo     |
| 01.09.1957 | HVV Tubantia    | 2:1      | Roda Sport Kerkrade |
| 01.09.1957 | VSV Velsen      | 2:3      | Enschedese Boys     |
| 01.09.1957 | Zaanlandsche FC | 4:4      | RKSV Helmondia '55  |

## 1. Runde
| Datum      |                        | Ergebnis |                      |
| ---------- | ---------------------- | -------- | -------------------- |
| 26.12.1957 | AGOVV Apeldoorn        | 5:1      | SV Epe               |
| 26.12.1957 | VV Alkmaar ʼ54         | 3:1      | SV Baarn             |
| 26.12.1957 | BVC Amsterdam          | 4:3      | JOS Watergraafsmeer  |
| 26.12.1957 | VV Appingedam          | 0:4      | GVV Velocitas 1897   |
| 26.12.1957 | VV Baronie             | 7:0      | VES '35 Oudenbosch   |
| 26.12.1957 | Be Quick 1887          | 0:0      | Friesche VC          |
| 26.12.1957 | VV Berghem Sport       | 0:6      | TSV LONGA            |
| 26.12.1957 | RKSV Blauw Zwart       | 1:4      | UVS Leiden           |
| 26.12.1957 | VV Boxmeer             | 2:3      | SV Limburgia         |
| 26.12.1957 | DHC Delft              | 3:3      | RV & AV Neptunus     |
| 26.12.1957 | DIO '30 Druten         | 5:2      | NEC Nijmegen         |
| 26.12.1957 | SV DOSKO               | 3:2      | VV Gilze             |
| 26.12.1957 | DWS Amsterdam          | 2:0      | ZVV Zandvoortmeeuwen |
| 26.12.1957 | EBOH Dordrecht         | 1:2      | VV De Spechten       |
| 26.12.1957 | EHS Haarlem            | 0:3      | Haarlemse FC EDO     |
| 26.12.1957 | VV Emmen               | 2:2      | VV Zwartemeer        |
| 26.12.1957 | Fortuna Vlaardingen    | 5:1      | VV Zwijndrecht       |
| 26.12.1957 | BV De Graafschap       | 8:1      | Arnhemse Boys        |
| 26.12.1957 | HFC Haarlem            | 5:2      | KDS Utrecht          |
| 26.12.1957 | VV Heerenveen          | 3:0      | VV Musselkanaal      |
| 26.12.1957 | RKSV Helmondia '55     | 3:1      | RKVVL Maastricht     |
| 26.12.1957 | Hermes DVS             | 4:0      | DVV Delft            |
| 26.12.1957 | HVC Amersfoort         | 7:0      | SV Leones            |
| 26.12.1957 | VV Internos            | 1:7      | NAC Breda            |
| 26.12.1957 | VV Leeuwarden          | 6:1      | VV Sneek             |
| 26.12.1957 | LFC Leiden             | 1:3      | SHS Scheveningen     |
| 26.12.1957 | SV Maurits Lutterade   | 0:6      | Fortuna ’54 Geleen   |
| 26.12.1957 | SV De Musschen         | 0:8      | Excelsior Rotterdam  |
| 26.12.1957 | VV ONA Gouda           | 2:0      | RSV HION Rotterdam   |
| 26.12.1957 | OVVO Amsterdam         | 1:3      | RC Heemstede         |
| 26.12.1957 | PEC Zwolle             | 0:1      | SC Stadskanaal       |
| 26.12.1957 | PSV Eindhoven          | 12:10    | Swift '36 Roermond   |
| 26.12.1957 | Quick '20 Oldenzaal    | 4:4      | VV Oldenzaal         |
| 26.12.1957 | RIOS '31 Echt          | 0:7      | RKSV Sittardia       |
| 26.12.1957 | RODA Hooge Zwaluwe     | 1:3      | SV Zeist             |
| 26.12.1957 | SC Hees                | 4:4      | VV Rheden            |
| 26.12.1957 | VV Sliedrecht          | 0:5      | ADO Den Haag         |
| 26.12.1957 | Sparta Rotterdam       | 3:1      | HVV Laakkwartier     |
| 26.12.1957 | Spartaan '20 Rotterdam | 2:3      | SVV Schiedam         |
| 26.12.1957 | VV Steenbergen         | 0:2      | Dordrechtsche FC     |
| 26.12.1957 | Stormvogels IJmuiden   | 8:1      | VV Breesaap          |
| 26.12.1957 | RKTVV Tiglia           | 02:11    | VVV-Venlo            |
| 26.12.1957 | HVV Tubantia           | 6:1      | RES Friesland        |
| 26.12.1957 | UDI Rotterdam          | 1:6      | VV Eindhoven         |
| 26.12.1957 | VV De Valk             | 5:1      | RKBSV Brunssum       |
| 26.12.1957 | VV Veendam             | 4:0      | VV Meeden            |
| 26.12.1957 | RKSV Volendam          | 4:2      | VV De Spartaan       |
| 26.12.1957 | VUC Den Haag           | 0:2      | Feijenoord Rotterdam |
| 26.12.1957 | VIJDO Arnheim          | 0:7      | Vitesse Arnheim      |
| 26.12.1957 | WVV Wageningen         | 4:0      | BVV Borne            |
| 26.12.1957 | VV Weerdinge           | 1:6      | SV Zwolsche Boys     |
| 26.12.1957 | VV West Frisia         | 2:3      | VV Elinkwijk         |
| 26.12.1957 | RKVV Wilhelmina        | 4:3      | VV Gemert            |
| 26.12.1957 | WSC Besoyen            | 0:3      | RBC Roosendaal       |
| 26.12.1957 | Wormer SV 1930         | 2:1      | Kooger FC            |
| 26.12.1957 | ZVV Zilvermeeuwen      | 0:5      | AVV De Volewijckers  |
| 29.12.1957 | HVV 't Gooi            | 4:1      | SDOUC Ulft           |
| 29.12.1957 | MVV Maastricht         | 6:0      | RKONS Schaesberg     |
| 29.12.1957 | Rapid JC Herleen       | 6:0      | SV Venray            |
| 01.01.1958 | VV GOES                | 2:4      | TSV NOAD             |
| 01.01.1958 | Willem II Tilburg      | 6:2      | MULO Helmond         |
| 05.01.1958 | Enschedese Boys        | 4:2      | VVO Velp             |
| 16.02.1958 | VV Rigtersbleek        | 3:1      | HVV Hengelo          |
| 30.04.1958 | RFC Xerxes             | 1:0      | SV Gouda             |

## 2. Runde
| Datum      |                      | Ergebnis |                     |
| ---------- | -------------------- | -------- | ------------------- |
| 12.02.1958 | RKVV Wilhelmina      | 2:3      | TSV NOAD            |
| 15.02.1958 | Rapid JC Herleen     | 1:2      | RKSV Sittardia      |
| 15.02.1958 | VV De Valk           | 0:2      | SV Limburgia        |
| 16.02.1958 | ADO Den Haag         | 3:1      | Haarlemse FC EDO    |
| 16.02.1958 | Excelsior Rotterdam  | 1:0      | VV ONA Gouda        |
| 16.02.1958 | Feijenoord Rotterdam | 5:3      | RV & AV Neptunus    |
| 16.02.1958 | Fortuna ’54 Geleen   | 1:1      | RBC Roosendaal      |
| 16.02.1958 | TSV LONGA            | 3:0      | VV De Spechten      |
| 16.02.1958 | PSV Eindhoven        | 4:0      | Dordrechtsche FC    |
| 16.02.1958 | Stormvogels IJmuiden | 4:2      | SVV Schiedam        |
| 23.03.1958 | MVV Maastricht       | 3:2      | VV Baronie          |
| 23.03.1958 | UVS Leiden           | 0:3      | SHS Scheveningen    |
| 23.03.1958 | SC Stadskanaal       | 0:1      | Enschedese Boys     |
| 23.03.1958 | Wormer SV 1930       | 2:5      | RC Heemstede        |
| 07.04.1958 | HVV Tubantia         | 3:0      | Friesche VC         |
| 07.04.1958 | AVV De Volewijckers  | 0:0      | VV Alkmaar ʼ54      |
| 12.04.1958 | SV DOSKO             | 1:0      | Willem II Tilburg   |
| 12.04.1958 | HVV 't Gooi          | 2:0      | Fortuna Vlaardingen |
| 12.04.1958 | VV Heerenveen        | 3:0      | BV De Graafschap    |
| 13.04.1958 | DIO '30 Druten       | 0:2      | VV Rheden           |
| 13.04.1958 | DWS Amsterdam        | 1:1      | VV Elinkwijk        |
| 13.04.1958 | VV Leeuwarden        | 2:1      | VV Oldenzaal        |
| 13.04.1958 | VV Veendam           | 2:2      | WVV Wageningen      |
| 16.04.1958 | NAC Breda            | 4:1      | VV Eindhoven        |
| 30.04.1958 | AGOVV Apeldoorn      | 5:0      | SV Zwolsche Boys    |
| 30.04.1958 | RKSV Helmondia '55   | 2:0      | VVV-Venlo           |
| 30.04.1958 | Hermes DVS           | 0:0      | HVC Amersfoort      |
| 30.04.1958 | VV Rigtersbleek      | 0:2      | GVV Velocitas 1897  |
| 30.04.1958 | RKSV Volendam        | 3:2      | BVC Amsterdam       |
| 04.05.1958 | HFC Haarlem          | 1:1      | Sparta Rotterdam    |
| 04.05.1958 | VV Zwartemeer        | 3:4      | Vitesse Arnheim     |
| 11.05.1958 | SV Zeist             | 1:0      | RFC Xerxes          |

## 3. Runde
| Datum      |                    | Ergebnis |                      |
| ---------- | ------------------ | -------- | -------------------- |
| 21.05.1958 | AGOVV Apeldoorn    | 2:1      | VV Leeuwarden        |
| 21.05.1958 | SV DOSKO           | 3:1      | TSV NOAD             |
| 21.05.1958 | HVV 't Gooi        | 1:0      | ADO Den Haag         |
| 21.05.1958 | RKSV Helmondia '55 | 3:2      | RKSV Sittardia       |
| 21.05.1958 | TSV LONGA          | 1:5      | NAC Breda            |
| 21.05.1958 | RC Heemstede       | 2:0      | VV Elinkwijk         |
| 21.05.1958 | VV Rheden          | 2:1      | HVC Amersfoort       |
| 21.05.1958 | SHS Scheveningen   | 0:2      | Excelsior Rotterdam  |
| 21.05.1958 | GVV Velocitas 1897 | 5:3      | VV Heerenveen        |
| 21.05.1958 | RKSV Volendam      | 2:0      | Stormvogels IJmuiden |
| 22.05.1958 | HVV Tubantia       | 0:2      | Vitesse Arnheim      |
| 22.05.1958 | SV Zeist           | 2:2      | Feijenoord Rotterdam |
| 23.05.1958 | RBC Roosendaal     | 3:7      | PSV Eindhoven        |
| 24.05.1958 | VV Alkmaar ʼ54     | 1:3      | Sparta Rotterdam     |
| 24.05.1958 | WVV Wageningen     | 5:2      | Enschedese Boys      |
| 03.06.1958 | MVV Maastricht     | 2:0      | SV Limburgia         |

## 4. Runde
| Datum      |                      | Ergebnis |                     |
| ---------- | -------------------- | -------- | ------------------- |
| 30.05.1958 | PSV Eindhoven        | 5:4      | RKSV Helmondia '55  |
| 07.06.1958 | SV DOSKO             | 1:2      | MVV Maastricht      |
| 07.06.1958 | Feijenoord Rotterdam | 3:3      | RC Heemstede        |
| 07.06.1958 | HVV 't Gooi          | 1:4      | Sparta Rotterdam    |
| 07.06.1958 | GVV Velocitas 1897   | 1:4      | VV Rheden           |
| 07.06.1958 | Vitesse Arnheim      | 1:2      | AGOVV Apeldoorn     |
| 07.06.1958 | RKSV Volendam        | 4:0      | Excelsior Rotterdam |
| 07.06.1958 | WVV Wageningen       | 3:3      | NAC Breda           |

### Wiederholungsspiele
| Datum      |              | Ergebnis  |                      |
| ---------- | ------------ | --------- | -------------------- |
| 10.06.1958 | NAC Breda    | 2:3 n. V. | WVV Wageningen       |
| 10.06.1958 | RC Heemstede | 1:2 n. V. | Feijenoord Rotterdam |

## Viertelfinale
| Datum      |                      | Ergebnis |                |
| ---------- | -------------------- | -------- | -------------- |
| 12.06.1958 | Feijenoord Rotterdam | 7:2      | VV Rheden      |
| 14.06.1958 | AGOVV Apeldoorn      | 0:0      | MVV Maastricht |
| 15.06.1958 | Sparta Rotterdam     | 4:2      | PSV Eindhoven  |
| 15.06.1958 | WVV Wageningen       | 2:9      | RKSV Volendam  |

### Wiederholungsspiel
| Datum      |                | Ergebnis  |                 |
| ---------- | -------------- | --------- | --------------- |
| 18.06.1958 | MVV Maastricht | 2:1 n. V. | AGOVV Apeldoorn |

## Halbfinale
| Datum      |                      | Ergebnis |                  |
| ---------- | -------------------- | -------- | ---------------- |
| 21.06.1958 | Feijenoord Rotterdam | 1:3      | Sparta Rotterdam |
| 21.06.1958 | MVV Maastricht       | 1:3      | RKSV Volendam    |

## Finale
| Sparta Rotterdam                            | Sparta Rotterdam | RKSV Volendam | RKSV Volendam |
| ------------------------------------------- | --- | --- | ------------- |
| Sparta Rotterdam                            | \| 26. Juni 1958 in Amsterdam (Olympiastadion) \| \| Ergebnis: 4:3 (3:2) \| \| Zuschauer: 18.000 \| \| Schiedsrichter: Bertus Ausum \| \| Spielbericht \|                                                | \| 26. Juni 1958 in Amsterdam (Olympiastadion) \| \| Ergebnis: 4:3 (3:2) \| \| Zuschauer: 18.000 \| \| Schiedsrichter: Bertus Ausum \| \| Spielbericht \|                           | RKSV Volendam |
| Sparta Rotterdam                            | Andries van Dijk – Pim Visser, Freek van der Lee – Ad Verhoeven, Jannie Schilder, Hans de Koning – Tonny van Ede, Wim van der Gijp, Peet Geel, Piet de Vries, Tinus Bosselaar Cheftrainer: Denis Neville | Jaap Keizer – Dick Maurer, Jaap Kroon – Schilder, Klaas Karregat, Gerrit Zwarthoed (Molenaar) – Johan Pelk, Bruin Steur, Dick Tol, Jaap Smit, Veerman Cheftrainer: Leen van Woerkom | RKSV Volendam |
| Sparta Rotterdam                            | 1:1 Tinus Bosselaar (7.) 2:1 Klaas Karregat (19., Eigentor) 3:1 Peet Geel (42.) 4:2 Ad Verhoeven (59.)                                                                                                   | 1:1 Jaap Smit (18.) 3:2 Tol (43.) 4:3 Jaap Smit (60.) | RKSV Volendam |
| 26. Juni 1958 in Amsterdam (Olympiastadion) | | |               |
| Ergebnis: 4:3 (3:2)                         | | |               |
| Zuschauer: 18.000                           | | |               |
| Schiedsrichter: Bertus Ausum                | | |               |
| Spielbericht                                | | |               |